# República
|  | Per a altres significats, vegeu «República (desambiguació)». |

Una república és un estat o un país dirigit per persones que basen el seu poder polític en la voluntat democràtica del poble en què els ciutadans tenen el dret al vot, la qual cosa dona al govern el fonament de legitimitat i sobirania. Sovint, les monarquies i les repúbliques es descriuen com a conceptes mútuament excloents. En aquest sentit les monarquies constitucionals, encara que amb sistemes electorals democràtics no són repúbliques, atès que el màxim sobirà executiu, amb poders limitats o merament cerimonials, no hi és elegit democràticament pel poble. De vegades les dictadures s'han anomenat "repúbliques" només per designar que el poder no recau sobre un monarca.

## Definició
Tradicionalment, s'ha definit la república com la forma de govern dels països en els quals el poble té la sobirania o facultat per a l'exercici del poder, encara que sigui delegat pel poble sobirà a governants que tria d'una manera o altra. Se sol pensar que a la pràctica, la forma d'estat d'un país és la monarquia si té sobirà o rei no sobirà, i república. El cert és que una república està fonamentada en l'"imperi de la llei" i no en l'"imperi dels homes". Una república és, d'aquesta manera, independent dels vaivens polítics, incompatible amb tiranies ni monarquies, en la qual tant els governants com els governats se sotmeten per igual a un conjunt de principis fonamentals normalment establerts en una constitució.
"Un munt de gent no és una república" Aristòtil.
I la constitució, fonamentada en el Dret, serveix per protegir-lo i definir fins i tot quines lleis són bones i quines dolentes en el marc de referència constitucional.
El desconeixement d'aquests principis clàssics en el món modern lentament ha conduït a molts a expressar-se en termes de "repúbliques democràtiques" o "repúbliques islàmiques", sense considerar la contradicció que aquestes frases contenen.
Són elements comuns que participen del contingut de la definició tradicional que la cultura occidental ha elaborat del concepte "República": 
1. La periodicitat en els càrrecs
2. La publicitat dels actes de govern, no és possible el secret d'Estat
3. La responsabilitat de polítics i funcionaris públics
4. La separació i control entre els poders
5. La sobirania de la llei
6. L'exercici de la ciutadania, que posa i deposa
7. La pràctica del respecte, i no la tolerància, amb les idees oposades
8. La igualtat davant la llei
9. La idoneïtat com a condició d'accés als càrrecs públics.

### Els pilars fonamentals de la República
Els tres pilars fonamentals de la República segons Aristòtil són:
- La divisió de poders i el seu control recíproc.
- La participació política activa per part dels ciutadans (això suposa la publicitat dels actes estatals i la necessitat d'instrucció en matèries de ciències jurídiques i política tant teòrica com "material" [aquella ocorreguda en un estat determinat i en un moment donat]).
- La representació de totes les classes socials dins de les institucions de govern amb les mateixes atribucions i prevalença de cap. (La accedència a aquestes magistratures necessàriament col·legiades per raó de la matèria ha de ser restringida (el magistrat ha de pertànyer a la classe que representa i ser elegit amb el vot només d'aquesta).

Cal considerar que per Aristòtil els fins suprems de les formes de govern han de ser:
- La llibertat-igualtat ("només som lliures entre iguals" [consideració grega de l'època])
- La realització de la justícia i del bé comú.
- La realització plena del desenvolupament de les capacitats cognitives humanes (per la qual cosa considera necessària la realització dels dos punts anteriors seguint el concepte fonamental de Sòcrates [BÉ = VERITAT. Segons el qual el bé és igual a la veritat i el mal a la ignorància. Sòcrates explica això de la següent manera: l'humà cerca la felicitat, omplir el seu buit existencial, per a això utilitza mitjans pels quals pretén aconseguir aquesta finalitat, la major part de les vegades utilitza mitjans que aconsegueixen satisfaccions efímeres, etèries, superficials, què no van més enllà de "desitjos passionals" (com tenir sexe, alimentar-se, etc.), d'aquesta manera conclou que cerca un fi per mitjans que no poden assolir-lo, ja que aquest només pot ser assolit mitjançant la contemplació de la veritat, entesa com el coneixement de la realitat])

D'això s'adverteix que si només som lliures entre iguals no hi pot haver una classe governant, han de governar totes de la mateixa 
Marx va més enllà advertint a més que: havent elements (individus i / o classes) econòmicament diferents uns intenten superposar sobre altres, estant trencada, sota aquest supòsit, la relació d'igualtat d'uns elements envers els altres i, per tant, la de llibertat.

### Ambigüitat en les definicions
L'aplicació de la mateixa paraula a dos conceptes diferents però relacionats porta a inconsistències:
1. Els països que són repúbliques segons la definició pràctica normalment addueixen que són repúbliques en un sentit tradicional, encara que en molts casos siguin règims autòcrates o dictatorials on el poble no és sobirà.
2. Una monarquia electiva amb sobirania popular o una monarquia constitucional serien repúbliques en sentit tradicional, perquè la sobirania està en el poble que atorga més o menys atribucions d'un monarca no sobirà. No obstant això en la pràctica mai es diu república a una monarquia.

Els analistes polítics creuen que la Primera Guerra Mundial va desencadenar la fi de les monarquies tradicionals. La forma d'estat republicana (definició tradicional) es va imposar en la majoria dels estats desenvolupats, monarquies o no. Després de la primera guerra mundial, amb el Tractat de Versalles desaparèixer tant l'Imperi Austrohongarès, com l'Imperi alemany. A més, els monarques dels estats guanyadors van anar cedint poders i prerrogatives a institucions democràtiques electes.

## Història

### En l'antiguitat
En l'Antiguitat, les repúbliques no s'entenien com entén la ciència política el concepte de república.
Encara que República signifiqués la cosa pública, no tots podien participar d'aquesta cosa pública. L'anomenada democràcia atenenca no ho era en el mateix sentit que tenim actualment. En realitat, les polis gregues estaven governades per oligarquies (aristoi, "els millors") i només els ciutadans (i no tot els membres del poble eren ciutadans) eren els únics que participaven en les discussions de l'àgora. (No podem dir que la República antiga era "mal anomenada" així, car la noció de Llibertat era diferent per als antics).
Pocs textos antics van sobreviure a l'edat mitjana, entre aquests pocs hi ha La República de Plató. No obstant això, malgrat els elevats ideals d'aquesta, quan Plató va posar les seves idees política en pràctica a la polis de Siracusa el resultat va ser un complet fracàs.
La República de Roma o República Romana fou el període de la civilització romana en què la forma de govern era la república. Aquest període va començar amb l'expulsió de l'últim monarca el 510 aC Tarquini el Superb i va acabar amb la subversió, per mitjà de guerres civils, i la instauració de l'imperi Romà. 

### En el Renaixement
Durant el Renaixement es va fomentar la revisió del món antic, no només del seu art, sinó també de la seva cultura, del seu pensament polític i de la seva literatura, i la majoria dels pocs escrits que van aconseguir sobreviure a l'edat mitjana van ser traduïts. Entre aquests, els que feien referència a les repúbliques de l'antiguitat, que van ser rebatejats com repúbliques clàssiques.
La filosofia renaixentista va veure en la república una espècie d'Estat ideal, i els Estats que van sorgir en aquest període, com els Països Baixos, van adoptar aquesta forma d'organització política. Encara que més que els ideals republicans, va pesar en la seva decisió el seu sentiment anticatòlic (per això s'autoanomenen República Protestant dels Països Baixos) i el fet que no van trobar cap candidat que els convencés com a monarca.

### Republicanisme il·lustrat

La llibertat guiant al poble (Eugène Delacroix), al·legoria de la llibertat, l'eslògan Liberté, égalité, fraternité i del republicanisme al costat del gorro frígi.

La Il·lustració va portar tota una nova generació de polítics i filòsofs il·lustrats que es van replantejar els principis de la ciència política que havien estat vigents fins al moment. Locke, per exemple, s'havia plantejat la divisió de poders i la separació Església-Estat quan l'absolutisme encara era moneda de canvi. Aquests plantejaments polítics serien els que s'establirien no gaire després en les constitucions promulgades després de la Revolució Francesa i la Guerra de la Independència dels Estats Units. De fet, la Il·lustració va definir l'estàndard del que havia de ser una república i de les monarquies constitucionals que començarien a consolidar-se en el segle xix.
Els principis més importants establerts per la Il·lustració van ser:
- L'autoritat de la llei.

- L'exigència de què els governs s'interessin pels ciutadans als que afecta aquesta llei.

- La necessitat que els governs estableixin l'anomenat interès nacional, de manera que fossin comprensibles pel poble en general.

- Que existís alguna manera d'autodeterminació (En el sentit de 'consulta popular de tipus referèndums, eleccions, etc.).

Des del final de l'absolutisme, tant el liberalisme (repúbliques amb sistemes econòmics lliurecanvistes), com el socialisme (repúbliques amb sistemes econòmics planificats), així com, les monarquies constitucionals es basaven en els ideals republicans apareguts durant la il·lustració i desenvolupats en les repúbliques dels Estats Units i França. Aquests ideals són la creença en l'autodeterminació dels pobles i la dignitat individual humana.

### República de partit únic
Karl Marx va argumentar que les classes socials tenien interessos i que els governs existents representaven els interessos de la classe dominant, i que, tard o d'hora, aquests governs serien derrocats per les classes proletàries.
Quan les prediccions de Marx es van complir i van aparèixer les noves Repúbliques Socialistes, aquestes es van proclamar com les hereves més directes dels ideals de la Il·lustració.
Quan van aparèixer aquestes Repúbliques socialistes van haver d'enfrontar-se a un greu problema, a la major part del proletariat li mancava l'interès o l'experiència de govern necessària perquè els ideals republicans socialistes es poguessin posar en marxa. Per això, les estructures de govern socialistes van acabar sent, en la pràctica, molt piramidals.

### República islàmica
Molts erudits occidentals no consideren les repúbliques islàmiques com autèntiques repúbliques, car els seus ideals estan fonamentats en l'Alcorà, no en els ideals de la Il·lustració, ni tenen cap altre lligam amb la tradició occidental del republicanisme que es pot remuntar fins a l'antiga Roma.
Aquestes repúbliques islàmiques van sorgir en les zones de domini de l'islam, després de les descolonitzacions de la segona meitat del segle xx.
Una república islàmica en el context actual, pot tenir diversos significats. Teòricament, es refereix a un estat amb una forma de govern teocràtica encapçalada o aconsellada pels líders religiosos musulmans de l'Orient Pròxim i l'Àfrica. En les repúbliques islàmiques, les lleis de l'estat han de ser compatibles amb les lleis de la xara o la llei islàmica, encara que l'estat s'organitzi com a república i no pas com a monarquia (com és el cas de la majoria dels estats de l'Orient Pròxim). En altres casos, però, el terme "república islàmica" és només un símbol d'identitat cultural.
En l'actualitat quatre repúbliques s'han anomenat "repúbliques islàmiques", encara que el grau en què s'aplica la llei islàmica difereix entre elles:
- la República Islàmica de l'Afganistan,

- la República Islàmica de Mauritània,

- la República Islàmica de l'Iran, i

- la República Islàmica del Pakistan

## Organització governamental de les repúbliques
Les repúbliques poden organitzar-se com a:
- repúbliques presidencialistes: en què el cap d'estat és alhora el cap de govern, anomenat "president", i és elegit de manera independent de la branca legislativa
- repúbliques parlamentàries: en què el cap d'estat ("president") és elegit democràticament, però té poders limitats o cerimonials; el cap de govern ("primer ministre") prové del cos legislatiu (sovint n'és membre)
- repúbliques semipresidencialistes: en què el cap d'estat té més responsabilitats i poders executius que no pas a les repúbliques parlamentàries, poders que comparteix amb el primer ministre.

## Caps d'Estat

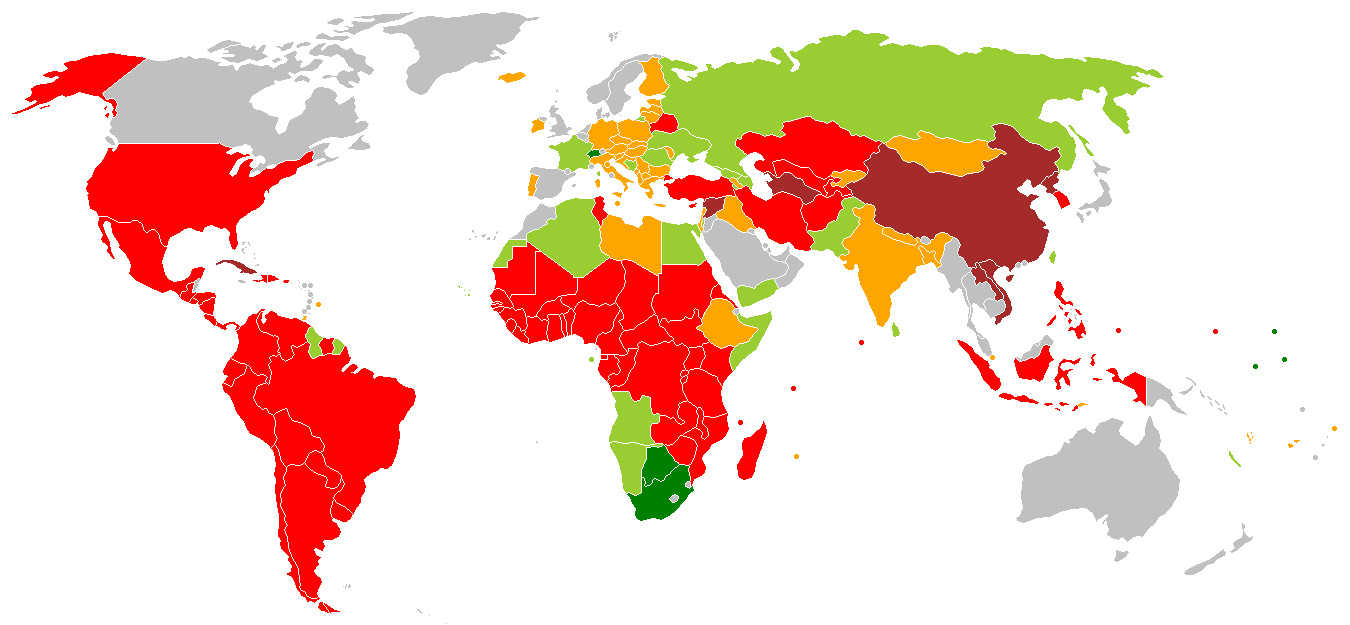
Repúbliques del món.
vermell - presidencialisme
verd - presidència executiva unida al parlament
oliva - sistema semipresidencialista
taronja - repúbliques parlamentàries
marró - repúbliques unipartidistes.

En les repúbliques més modernes, el Cap d'Estat és anomenat el President de la República (o president), que no s'ha de confondre amb el Primer Ministre o President del Govern. En certs països el President de la República rep una denominació especial, com cònsol, dux, Knez, arcont, etc.
En les repúbliques democràtiques, el Cap d'Estat ha de guanyar unes eleccions. Aquestes eleccions pot ser directes o indirectes (es forma un consell especial o és el parlament qui tria al capdavant de l'Estat). Quan el president és elegit, normalment, exerceix el seu càrrec en un període preestablert (generalment, de quatre a sis anys), finalitzat aquest període, se celebren noves eleccions. Moltes legislacions nacionals, limiten el nombre de reelecció a les quals es pot presentar un president quan ja ha acabat el seu primer mandat.
Si el Cap de l'Estat d'una república és al mateix temps el Cap del Govern, a aquest tipus de República es diu que té un Sistema de govern presidencial. Aquest és el cas dels Estats Units i Xile.
Per contra, en els Sistemes de govern semipresidencial, el Cap d'Estat no és la mateixa persona que el Cap del Govern. En aquests casos, es dona la diferenciació entre President de la República i Primer Ministre (President del Govern). En aquests casos, el paper del President de la República resulta gairebé cerimonial, tot i que té tasques específiques com el paper consultiu en la formació d'un govern després d'una elecció. Per contra, és el primer ministre el que compta amb el poder executiu.
En els sistemes semipresidencial, es pot donar el cas (dependrà dels sistemes i calendaris d'elecció de cada país) que el President de la República i el Primer Ministre pertanyin a diferents partits polítics amb ideologies oposades. Aquesta cohabitació sol donar-se sovint en França.
En altres països, com Alemanya o Índia, però, el president de la República, ha de romandre estrictament independent a la dinàmica govern / oposició.
Finalment, en altres països, com Suïssa o San Marino, la presidència de la República no l'exerceix una persona, sinó que ho fa un Consell o Comitè. En aquest cas, el cap visible de l'Estat va rotant entre els membres del Consell. En el cas de San Marino, cada mig any. En el cas de Suïssa, cada any. Aquests sistemes són una herència de l'Antiga república romana on també rotaba aquest càrrec. Els Comicis designaven a dos cònsols que ocupaven el càrrec durant un any. La rotació era mensual. A cada semiperíode, un cònsol exercia el poder reial (cònsol maior), mentre que l'altre el supervisava.

## República i Religió
Una de les principals motivacions per les quals es canviava del règim monàrquic al republicà era l'aspecte religiós.
La majoria de Monarquies tenien una religió oficial de l'Estat de la qual no es podien destriar, mentre que les repúbliques, sobretot des que la francesa i la estatunidenca establissin les bases per al dret que actualment recullen la majoria de constitucions, la llibertat de culte deixen aquest aspecte a la lliure elecció del ciutadà.

### Repúbliques laïcistes
Moltes vegades, les revolucions que han propiciat el canvi de Monarquia a República han estat altament laïcistes, el que de vegades ha despertat un important sentiment anticlerical arran del suport i el simbolisme que algunes confessions religioses com el catolicisme han prestat a l'Antic Règim, o per la seva estreta vinculació amb les oligarquies, així com el paper eminentment reaccionari que les jerarquies eclesiàstiques han tendit a exercir en la seva complicitat o defensa activa de l'ordre establert. En els casos de més exacerbació, o de major acumulació històrica de frustració i patiment per part de les classes populars i oprimides, arran de l'statu quo, això ha arribat a provocar cremes d'esglésies, persecució de religiosos i destrucció d'art sacre, etc. Casos d'això es van donar en França, durant la revolució francesa, o en algunes revolucions socialistes, com les que van donar pas a les diferents Repúbliques Soviètiques (algunes de curta durada), així com les del Vietnam, Corea del Nord, Xina, o la inacabada Revolució social espanyola de 1936, que té lloc en el si de la Segona República Espanyola després del frustrat cop d'estat feixista, per part dels militars sublevats, que va donar lloc a l'esclat de la Guerra Civil, i els intents o afiliació revolucionàries durament reprimides des del bàndol sublevat o nacional. Encara que també la imposició de monarquies o estats totalitaris han fomentat de vegades la persecució o atac a minories religioses com als jueus, o als cristians al Japó Tokugawa, o han legitimat el seu poder en la religió, com la dictadura de caràcter feixista del General Francisco Franco i el seu nacionalcatolicisme.
En els Estats Units, no va succeir això, probablement, perquè la seva més que revolució, va ser abans de res una Guerra d'Independència per lliurar-se dels abusos de la corona britànica. Això no obstant, la jove nació no va triar cap religió d'Estat en especial, encara que sí que fa referència de vegades a la Bíblia o Déu, per exemple en la seva constitució. França, pioner en la independència de la religió i l'estat, assumiria la laïcitat de l'estat finalment a principis del segle xx.
A l'Uruguai, el batllisme de principis del segle xx va començar un procés de secularització o, cosa que és el mateix, de la separació entre església i Estat. El país va esdevenir laic —segons la Constitució de 1918— i els símbols religiosos van ser prohibits en entitats del govern i edificis públics, com les escoles i els hospitals, entre d'altres.

### Repúbliques confessionals
Si bé és cert que moltes vegades s'ha esgrimit el sentiment antireligiós per afavorir la implantació d'un règim republicà, altres tantes vegades, ha estat al revés, s'ha utilitzat un sentiment religiós (de vegades, fins i tot fonamentalista), amb idèntic objectiu. El sentiment religiós va jugar un important paper, per exemple, en l'enderrocament del règim del xa a l'Iran, que va ser substituït per una república dirigida pels líders espirituals islàmics, els aiatol·là. De fet, l'Iran té com a nomenclatura oficial la de República Islàmica de l'Iran. Alguns països s'han organitzat com una república, per establir una religió estatal en la seva constitució. L'exemple més evident és el de les Repúbliques Islàmiques, encara que no són les úniques, el mateix passa el pol oposat, a l'Estat d'Israel. Històricament, moltes repúbliques s'han definit en funció d'una religió, com la República catòlica d'Irlanda o la República protestant dels Països Baixos. En aquest cas, en dotar a la República d'una determinada religió oficial, el que es busca és impedir ingerències en el culte estatal, provinguin aquestes ingerències de dins del mateix Estat o de l'exterior.

## Organització interna de les repúbliques
D'acord amb els seus règims interns, les repúbliques també poden classificarse com a:
- repúbliques centralistes: en què el govern central designa els governants de les regions no autònomes que conformen la república
- repúbliques federals: en què cada regió és autònoma i sobirana; totes les regions s'uneixen en un govern central amb el qual comparteixen el poder

## República i Democràcia
La república, sovint, s'associa amb la democràcia. De fet, si tots els estats que s'autodenominen repúbliques realment s'acoblessin a la definició, no hi hauria problema que aquesta associació fos automàtica. El problema és que en moltes autoanomenades repúbliques, la sobirania no resideix en el poble.
El dret a vot ha sofert una llarga evolució. De fet, no es va generalitzar el sufragi universal (dret a vot només limitat per la majoria d'edat) fins a mitjans del segle xx. Abans, aquest dret estava bastant restringit. Només determinats estrats socials podien votar, o es discriminava per qüestions d'origen, color de pell, sexe, etc. Actualment, a moltes formes de democràcia de l'antiguitat (incloent la Democràcia atenenca se les denomina plutocràcia, ja que només permetia votar l'oligarquia dominant)

### El referèndum
Un instrument de democràcia directa són els referèndums, però aquests només són convocats, normalment, per algun motiu extraordinari. Pocs països, entre els que està Suïssa, convoquen diversos referèndums a l'any.
Països declarats com règims o estats socialistes o comunistes, en canvi, solen tenir un alt índex de participació del poble, del que denominen proletariat, però en canvi, les decisions que s'hi prenen, no són de gran abast o bé no compten amb una base realment democràtica on es puguin discutir i plantejar per tota la societat els avantatges o inconvenients en donar-los suport. És el cas, per exemple, del règim de Fidel Castro a Cuba que organitza els anomenats comitès populars perquè els ciutadans puguin participar en la presa de decisions.
A més, moltes de les antigues repúbliques socialistes d'Europa de l'est van incorporar al seu nom la denominació titular de democràcia, però igual que el concepte de república modern, no s'ajustaven a la realitat o la definició comuna. Ni es tractava de règims participatius de manera transparent i amb drets humans bàsics, ni s'exercien consultes directes (referèndums) a la ciutadania en les condicions adequades. Un exemple seria, abans de la reunificació d'Alemanya, l'avui ja desapareguda, República Democràtica Alemanya.
En altres estats considerats democràtics com Mèxic, però, això es pot comparar, segons algunes opinions, amb els famosos plebiscits que prenen l'opinió del poble però sense que la societat en si prengui part activa en la legislació, i la cambra de diputats.

### República o Monarquia

Repúbliques i Monarquies en l'actual Unió Europea

Encara que, teòricament, la república fa referència al fet que la sobirania resideix en el poble de forma democràtica, en la pràctica, el concepte república s'ho poden atribuir estats que simplement no adoptin com una forma de monarquia, incloent de vegades estats amb sistemes totalitaris, oligarquies o dictadures, com Corea del Nord. Per exemple, els autòcrates tracten de maquillar la seva forma de govern amb vestits democràtics anomenant presidents, en comptes de reis i república a la forma de govern del seu país en lloc de monarquia o dictadura.
Sempre han existit repúbliques, en certa manera amb trets de monarquies absolutistes, on el Cap d'Estat pot tenir moltes de les característiques d'un monarca o rei, arribant a instal·lar a Presidents vitalicis (concepte molt proper o paral·lel al de dictador). Aquest tipus de president, moltes vegades, té un poder més enllà del que és habitual en una democràcia. Un exemple és el cas de la República Àrab de Síria en la qual a partir de 1970 el càrrec presidencial pot esdevenir hereditari.
Durant molt de temps, república era un concepte d'estat modern i d'idees il·lustrades o liberals diametralment oposat a monarquia, símbol de l'Antic Règim. Aquest és el cas, no només de l'antiga república romana sinó d'estats moderns com Estats Units d'Amèrica, després de la seva independència de l'estat monàrquic de Gran Bretanya o França, després de la revolució francesa, punt de referència de l'actual història moderna. En canvi avui, aquesta radical oposició ha quedat diluïda per la mateixa acceptació i evolució d'algunes monarquies, especialment europees, cap a sistemes de monarquia constitucional o parlamentària, règim similar a una república, en el sentit de concedir gairebé totalment la sobirania al poble en forma de dret a vot, encara que conservant com a màxims representants de l'estat en un càrrec heretable entre altres particularitats. És el cas de Gran Bretanya o Espanya amb la monarquia heretada de la dictadura, entre altres països.
El debat no obstant segueix obert i països com Austràlia a 1999 van celebrar un referèndum per convertir-se en República, rebutjada amb un 55% dels vots, altres països de recent creació, com Montenegro, encara tot i tenir hereus a la corona reial i basar el seu escut nacional en el símbol reial de 1918, paradoxalment han acceptat formalment la República com a forma de govern.

## Debat a Espanya: monarquia o república?
Des de la Transició fins ara hi ha hagut un cada cop més fort sentiment per part de la ciutadania de fer un referèndum sobre quina ha de ser la forma de govern a Espanya. Enquestes demostren que el suport a la monarquia cau cada cop més i que la idea d'una República Espanyola està més viva que mai. Les manifestacions republicanes més destacades són la marxa per la dignitat en què van participar 3 milions de persones i les manifestacions del dia de l'abdicació del rei Joan Carles de Borbó. Diferents persones han criticat que la successió sigui hereditària i no per mitjà d'un referèndum, tot i que segons la Constitució es necessitaria l'aprovació de més de 2 terços del Congrés perquè aquesta reforma constitucional i posterior llei per arribar a celebrar un referèndum sobre república o monarquia. El 14 i 15 de maig de 2022 es van celebrar consultes populars sobre monarquia o república a tot l'estat espanyol